# Hermann Kraushaar

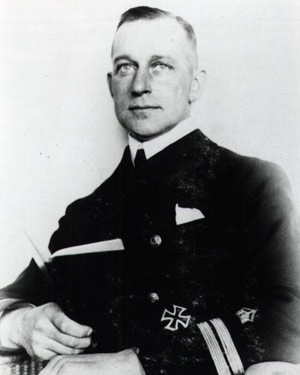
Kapitänleutnant Hermann Kraushaar

Hermann Hugo Julius Kraushaar (* 23. Mai 1881 Voerde, Deutsches Kaiserreich; † 14. Juni 1917 bei Vlieland, Niederlande) war ein deutscher Marineoffizier und Luftschiffkommandant. Er war Träger des Eisernen Kreuzes erster und zweiter Klasse.

## Geschichte
Hermann Kraushaar wurde am 23. Mai 1881 in Haus Ahr in Voerde geboren. Er schlug eine Offizierslaufbahn bei der deutschen Marine ein. 1909 erstellte Oberleutnant zur See Hermann Kraushaar von dem Buch Aerial warfare (Der Luftkrieg) des englischen Autors Richard Patrick Hearne eine autorisierte Übersetzung. Er war damals Adjutant bei der I. Marineartillerieabteilung in Kiel. Am 22. März 1910 wurde er zum Kapitänleutnant befördert. Ab 1913 diente er als Revisionsoffizier auf der Hansa.
Im Ersten Weltkrieg übernahm Kapitänleutnant Hermann Kraushaar das Kommando über verschiedene Zeppeline. Dabei war sein erster Offizier stets Leutnant zur See Ernst Zimmermann. Sie operierten von Stützpunkten Hamburg-Fuhlsbüttel, Hage, Tønder, Friedrichshafen und Ahlhorn. Ihre insgesamt 56 Fahrten absolvierten sie mit den folgenden Luftschiffen:
- L 6 vom 15. April 1916 bis zum 1. Mai 1916 (9 Fahrten)
- L 9 vom 10. Juni 1916 bis zum 14. Juli 1916 (14 Fahrten, vom 2. Juli von Tønder)
- L 17 vom 10. August 1916 bis zum 28. Dezember 1916 (22 Fahrten von Tønder)
- L 43 vom 15. März 1917 bis zum 14. Juni 1917 (11 Fahrten)[7]

## Bombardierung von Nottingham
In der Nacht vom 23. auf den 24. September 1916 flog Kraushaar mit dem Zeppelin L 17 einen Angriff auf England. Zwischen 22 und 23 Uhr erreichte er die Küste von Lincolnshire. Gegen 1 Uhr bombardierte er Nottingham. Die Beleuchtung des Bahnhofs der Midland Railway half, ein geeignetes Ziel zu lokalisieren. Bei dem Angriff wurden acht Spreng- und elf Brandbomben abgeworfen. Hierbei starben drei Einwohner und siebzehn wurden verletzt. Neben Bahnhöfen und Gleisanlagen wurden auch mehrere Wohnhäuser und eine Methodistische Kirche getroffen. Auch die Haddon-Fabrik und ein Lagerhaus wurden in Mitleidenschaft gezogen. Über Lincoln drehte die L 17 ab und kehrte zum Stützpunkt zurück. In seinem Bericht soll Kraushaar angegeben haben, dass er Sheffield bombardiert hätte, welches jedoch 50 km nördlich von Nottingham liegt.

## Seeschlacht
Am 4. Mai 1917 attackierte Kraushaar mit dem Zeppelin L 43 vor der schottischen Küste eine Anti-U-Boot-Patrouille, die aus den vier britischen Zerstörern Obdurate, Nepean, Pelican und Pylades, dem Leichten Kreuzer Dublin und dem australischen Leichten Kreuzer Sydney bestand. Um nicht von den Flugabwehrkanonen getroffen zu werden, flog der Zeppelin in sehr großer Höhe außerhalb der Reichweite der Geschütze. Aus diesem Grund verfehlten die abgeworfenen Bomben auch ihr Ziel. Nachdem sowohl der Zeppelin als auch die Schiffe ihre Munition komplett verschossen hatten, endete der Kampf ohne einen Treffer auf beiden Seiten.

## Letzte Fahrt
In der Nacht vom 13. auf den 14. Juni 1917 startete Kapitänleutnant Kraushaar mit dem Zeppelin L 43 zu seiner letzten Fahrt. Am 14. Juni um 5:36 meldete er, dass er das Feuerschiff bei der Insel Terschelling erreicht hätte. Kurze Zeit zuvor, um 5:15, war in Felixstowe der englische Lieutenant Basil Deacon Hobbs mit einem Wasserflugzeug vom Typ Curtiss H12 gestartet. An Bord befanden sich noch der Bordschütze Sub-Lieutenant Robert Frederick Lea Dickey, der Funker H. M. Davies und der Ingenieur A. W. Goody. Als sie um 8:40 Vlieland erreichten, flogen sie in 500 Fuß (ca. 150 m) Höhe. Sie entdeckten in 1500 Fuß (ca. 450 m) den Zeppelin L 43, der Richtung Norden flog. Sie stiegen auf und hielten auf das Heck zu. Die L 43 nahm sie mit Leuchtspurmunition unter Beschuss. Während sie das Heck überflogen, beschoss Dickey mit dem Lewis-Maschinengewehr, das mit Brock-and-Pomeroy-Munition geladen war, die Hülle des Zeppelins. Nach zwei Treffern explodierte der Zeppelin. Hermann Kraushaar und seine 23-köpfige Besatzung starben.

## Werke
- Der Luftkrieg, Berlin 1909